# Cantón de Plombières-les-Bains
El cantón de Plombières-les-Bains era una división administrativa francesa, que estaba situada en el departamento de Vosgos y la región de Lorena.

## Composición
El cantón estaba formado por cuatro comunas:
- Bellefontaine
- Girmont-Val-d'Ajol
- Le Val-d'Ajol
- Plombières-les-Bains

## Supresión del cantón de Plombières-les-Bains
En aplicación del Decreto n.º 2014-268 de 27 de febrero de 2014, el cantón de Plombières-les-Bains fue suprimido el 22 de marzo de 2015 y sus 4 comunas pasaron a formar parte del nuevo cantón de Le Val-d'Ajol.